# Apfeldorf
Apfeldorf  est une commune de Bavière (Allemagne), située dans l'arrondissement de Landsberg am Lech, dans le district de Haute-Bavière.

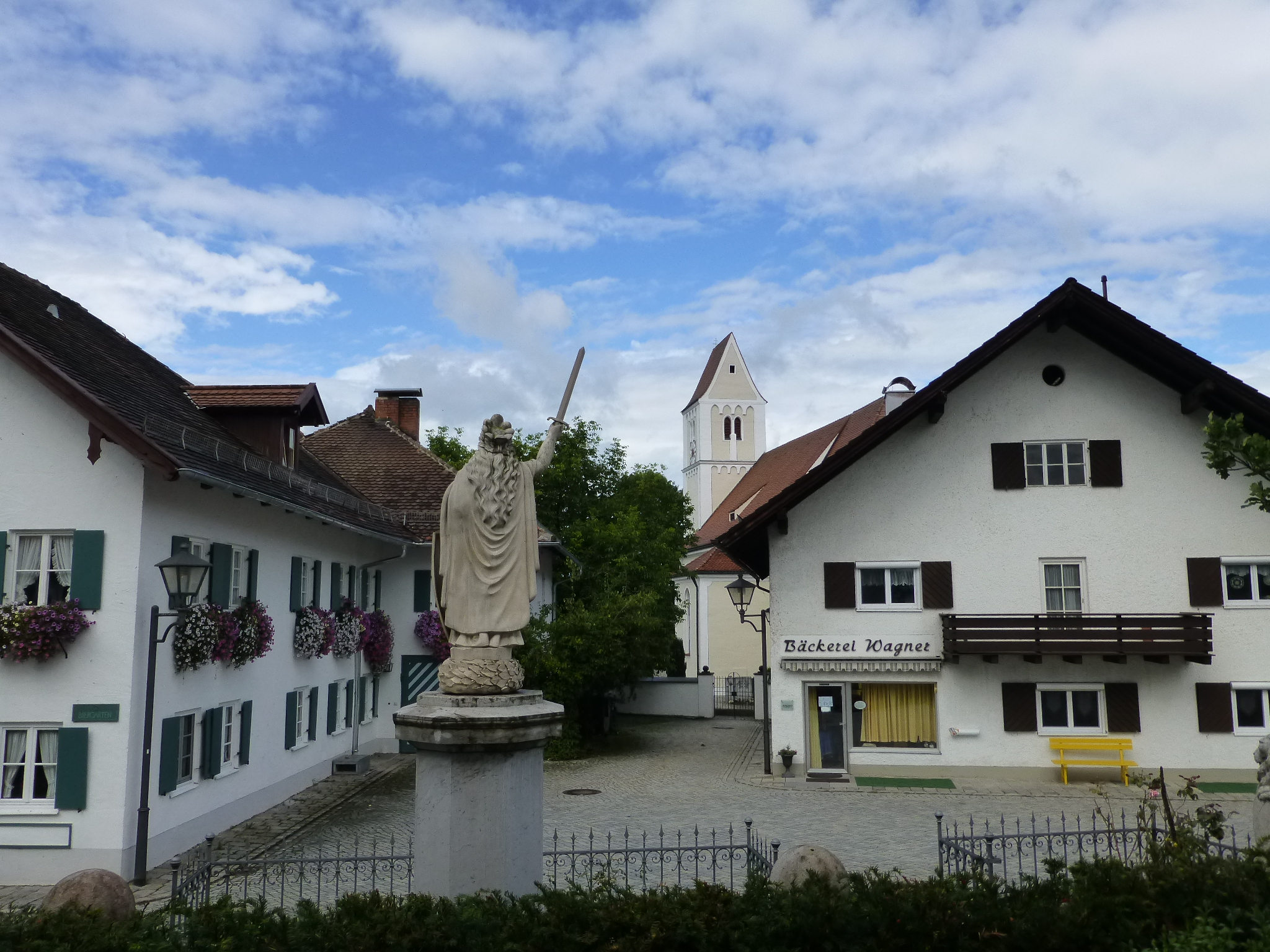
Vue de Apfeldorf, Monument et église